# Elis Heüman
Elis Daniel Heüman, född 7 mars 1859 i Morlanda socken, död 6 augusti 1908 i Adolf Fredriks församling, Stockholm, var en svensk präst och riksdagsman. Han var dotterson till Gustaf Daniel Björck, bror till Gustaf Daniel Heüman och Carl Heuman, morbror till Gunnar och Gerhard Rexius.

## Biografi
Elis Heüman föddes 1859 i Morlanda socken. Han var son till kyrkoherden Carl August Heüman i Morlanda församling och Elise Sofia Hortensia Björck. Heüman blev 23 september 1878 student vid Lunds universitet och var medlem i Göteborgs nation. Han prästvigdes 11 mars 1881 i Göteborgs domkyrka och blev 9 mars 1881 förordnad till pastorsadjunkt i Tölö församling. Heüman blev 1 maj 1881 vice pastor i församlingen och 1 februari 1888 vice komminister i Gustavi församling. Han blev pastoratsadjunkt i församlingen 16 januari 1889, men tillträdde inte tjänsten.
Heüman avlade 20 mars 1889 pastoralexamen i Göteborg och blev 21 februari 1890 kyrkoherde i Falkenbergs församling, tillträdde 1 maj 1890. Han blev 4 april 1892 tjänstgörande extra ordinarie kunglig hovpredikant och 4 mars 1895 kyrkoherde i Adolf Fredriks församling, tillträdde 1 maj 1897. Heüman var även från 5 maj 1897 assessor i Stockholms stads konsistorium och var från 1 januari 1897 till 30 april samma år vice pastor i församlingen. Han avled 1908 i Adolf Fredriks församling, Stockholm.
Han var ledamot av riksdagens första kammare 1906-1908, invald i Hallands läns valkrets. Han tog även i Falkenberg initiativ till den nya kyrkan som invigdes 1892 och till den nya prästgården. I Stockholm verkade han för tillkomsten av både Gustaf Vasa och Matteus kyrkor.
I sin teologiska uppfattning var han ortodox, och uppträdde vid olika tillfällen mot den moderna teologin, bland annat mot Adolf von Harnack och Albrecht Ritschl. År 1905 blev han åtalad inför konsistorium för en predikan, där han med anledning av unionskrisen med Norge fällt skarpa omdömen om regeringen, men frikändes.

### Familj
Heüman gifte sig 27 september 1881 i Göteborgs Gustavi församling med Olga Mara Ulrika Paterson (1863–1927), dotter till grosshandlaren Axel Pontus Paterson och Maria Charlotta Blidberg.